# No amore/Amerai
No amore/Amerai è il 1° singolo della cantautrice Giusy Romeo, pubblicato, nel febbraio 1968, per la casa discografica Columbia.
È il primo 45 giri sotto lo pseudonimo di Giusy Romeo. Fu pubblicato, in concomitanza della prima partecipazione a Sanremo, di Giusy Romeo.
Il 45 giri, venne distribuito oltre che in Italia, anche sul mercato estero, come Spagna e Jugoslavia e la copertina dell'edizione estera, mostra un'immagine della Romeo ed una grafia, diversa rispetto all'edizione italiana.

## No amore
No amore è la canzone pubblicata sul lato a del singolo.
La vittoria al Festival di Castrocaro, nel 1967, dava di diritto, la partecipazione al Festival di Sanremo 1968, a Giusy Romeo.
L'etichetta discografia Columbia, con la distribuzione dell'etichetta EMI, decide di mettere sotto contratto, per una durata di tre anni, Giusy Romeo, una ragazzina siciliana di 15 anni, dalle notevoli doti vocali, perfezionate, attraverso un attento e continuo studio di canto.
Le viene proposto, il brano No amore, dallo stile jazz francese, inadatto ai due giovani esecutori e con un'alta difficoltà interpretativa, in coppia con Sacha Distel, fidanzato di Brigitte Bardot.
La giuria popolare, decise di eliminare il brano, e quindi, senza raggiungere la serata finale.
L'orchestra fu diretta dal maestro Enrico Intra, che arrangierà tutti i brani di Giusy.
Il testo fu scritto da Vito Pallavicini, mentre la musica da Mansueto Deponti, da Paolo Conte e da Enrico Intra.
Il brano, insieme ad Amerai, non vennero mai inseriti in album.

### Amerai
Amerai è la canzone pubblicata come lato b del singolo.
Il testo fu scritto da Vito Pallavicini, mentre la musica da Pino Massara e da Enrico Intra.

## Tracce
Lato A
1. No amore – 3:04 (Vito Pallavicini - Mansueto Deponti - Paolo Conte - Enrico Intra)

Lato B
1. Amerai – 3:05 (Vito Pallavicini - Pino Massara - Enrico Intra)

## Crediti
- Arrangiamenti: "Orchestra diretta da Enrico Intra"